# مسابقات قرون وسطایی

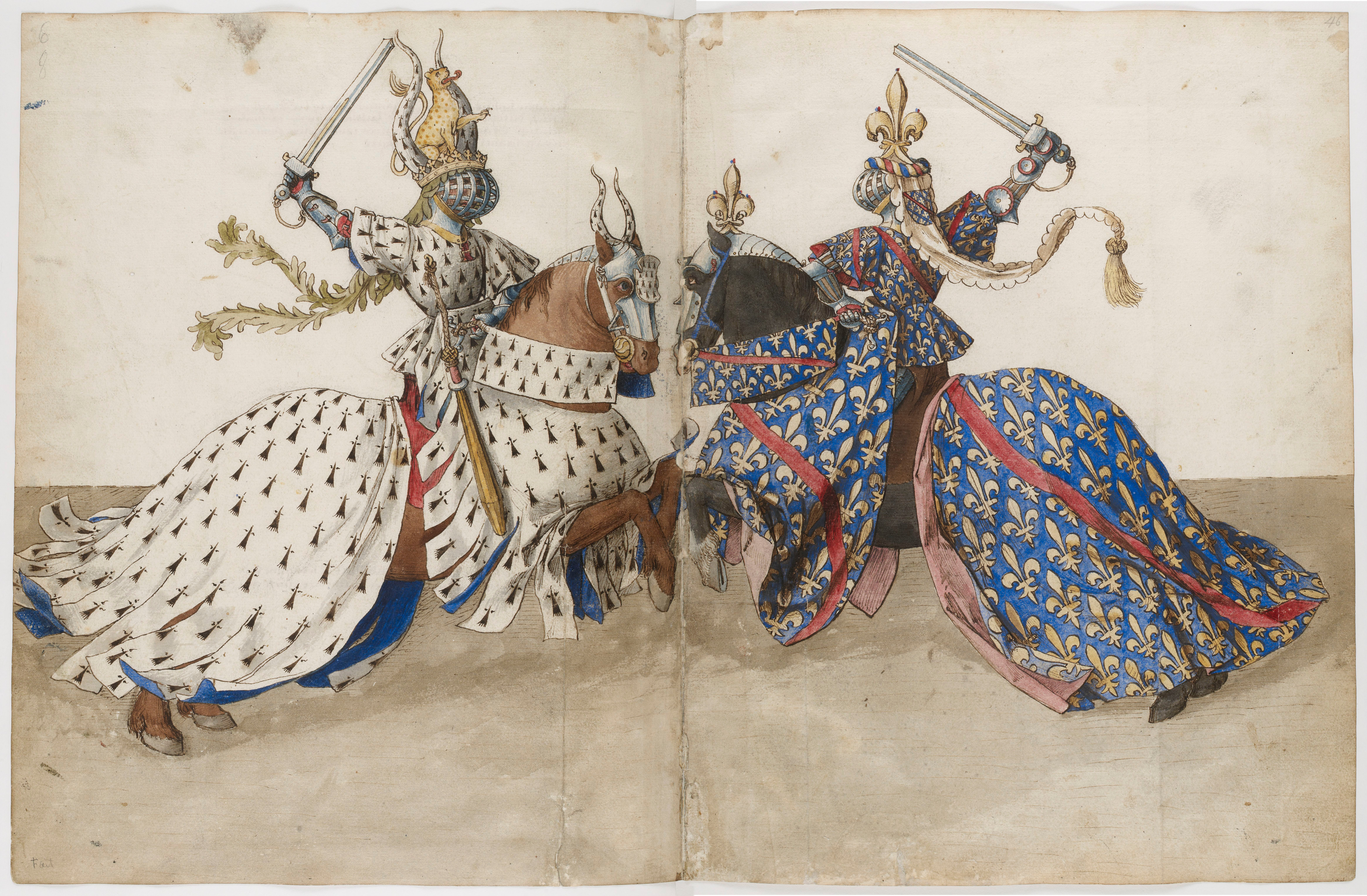
طرحی از یک مسابقه در قرون وسطی

مسابقات در قرون وسطی عموماً توسط شاه یا یکی از نجبای بلندپایه ترتیب داده می‌شد و بنا به نحوه مبارزه شهسواران با همدیگر به دو دسته کلی «گروهی» (mêlée - tourney) و «انفرادی - نیزه‌بازی سواره» (joust) تقسیم می‌شد. مبارزه گروهی به این صورت بود که دسته‌های شرکت‌کنندگان سواره با همدیگر می‌جنگیدند. اگرچه در این مسابقات هدف اسیر کردن حریف بود، اما با این حال بسیاری از شوالیه‌ها کشته یا به‌طور جدی مجروح می‌شدند. مسابقه انفرادی یا همان نیزه‌بازی سواره عبارت از بازی جنگی سواره میان دو رقیب با نیزه‌های رو به هم و حمله‌ور شدن آنها به یکدیگر بود.
مسابقات در نزد اشراف و افراد عادی طرفداران زیادی داشت و از سرگرمی‌های معمول قرون وسطی محسوب می‌شد. جوایزی برای فاتحان رقابت‌ها در نظر گرفته شده بودند که هزینه تهیه آنها همانند هزینه‌های خود مسابقه توسط برگزارکننده رقابت‌ها تأمین می‌گشت. شرکت‌کنندگان برای رسیدن به مرحله نهایی و ثبت بهترین رکوردها و بردن جایزه با هم رقابت می‌کردند.
این مسابقات پرخرج و مخرب با عنوان تمرینات آموزشی توجیه می‌شد اما در حقیقت از ولع شرکت‌کنندگان به جنگیدن نشات می‌گرفت. با متمرکز شدن مهارت‌های شخصی بر گونه خاصی از مبارزه، توجه اندکی به تاکتیک‌ها و راهبردهای میدان‌های واقعی نبرد می‌شد و عملکرد نظامی افراد را تحت شعاع قرار می‌داد. به هر صورت با افزایش قدرت حاکمیت مرکزی و کاهش اعتبار و کارکرد نظامی نجیب‌زادگان در نزد سلاطین در نتیجه ظهور عُمال حرفه‌ای در دربار، این افراد انرژی خود را صرف چنین مسابقات مصنوعی می‌کردند.
این مسابقات به جهت اسراف، خشونت و بطالت به‌طور پیوسته از طرف پاپ‌ها و پادشاهان محکوم می‌شدند. کلیسای کاتولیک مرگ در این مسابقات را رسماً معادل گناه خودکشی می‌دانست. برناردو تولومی، متکلم کاتولیک سده چهاردهم میلادی که بعداً برناردو قدیس نامیده شد، اعلام کرد هر کس در این مسابقات کشته شود به جهنم خواهد رفت. فرقه دومینیکن آن را به عنوان «سیرک کافران» توصیف نمود. به هر صورت این سخنان اثر چندانی بر شرکت‌کنندگان نداشت.